# النوب (يريم)

تعديل مصدري - تعديل

النوب هي إحدى قرى عزلة بني عمر بمديرية يريم التابعة لمحافظة إب، بلغ تعداد سكانها 135 نسمة حسب تعداد اليمن لعام 2004.